# سكوت جونسون (ملحن)
سكوت جونسون (بالإنجليزية: Scott Johnson)‏ هو ملحن أمريكي، ولد في 12 مايو 1952 في الولايات المتحدة.

## وصلات خارجية
- الموقع الرسمي
- سكوت جونسون على موقع ميوزك برينز (الإنجليزية)
- سكوت جونسون على موقع أول ميوزيك (الإنجليزية)
- سكوت جونسون على موقع ديسكوغز (الإنجليزية)